# Jorge López Quiroga
Jorge López Quiroga (Orense, España; 1966) es un historiador y arqueólogo español. Licenciado en Geografía e Historia (Universidad de Santiago de Compostela, 1990). 

## Biografía
Doctor en Geografía e Historia (Universidad de Santiago de Compostela, 1997) y en Historia (Universidad de París IV, París-Sorbona, 1997). Estuvo interno en la Casa de Velázquez de Madrid en 1997-1998, lo que le permitió estudiar en la École des hautes études hispaniques et ibériques durante un año.
Antiguo Becario de la Fundación Alexander vom Humboldt (Universidad de Friburgo, 1999-2000). Ha realizado estancias de investigación en la Universidad de Würzburg, Munich, Burdeos, Escuela de Altos Estudios en Ciencias Sociales, EHESS (París), Academia Austriaca de Ciencias (Viena). Ha desarrollado su labor docente e investigadora en la Casa de Velázquez, Universidad de La Rochelle, Universidad de Alcalá, Universidad Autónoma de Madrid; además de profesor invitado en las Universidades de Coimbra, Oporto, Venecia, Florencia y en la Universidad Federal do Rio de Janeiro (donde es investigador asociado del 'Centro de Estudios Medievales'). 
Autor de numerosas publicaciones y responsable de diversos proyectos de investigación. Su investigación se centra en los procesos de transción entre la Antigüedad y la Edad Media (siglos V-X). Es coeditor de la Serie 'Archeological Studies on Late Antiquity and Early Medieval Europe (ASLAEME)', BAR Internantional Series. Ha organizado diversos congresos de carácter nacional e internacional, entre ellos el XV Congreso Internancional de Arqueología Cristiana (Toledo, 1998).